# 788년

## 연호
- 당(唐) 정원(貞元) 4년
- 일본(日本) 엔랴쿠(延暦) 7년

## 기년
- 당(唐) 덕종(德宗) 9년
- 신라(新羅) 원성왕(元聖王) 4년
- 발해(渤海) 문왕(文王) 52년

## 사건
- 신라, 독서 삼품과 설치

## 탄생
- 신라(新羅) 40대 왕 애장왕(哀莊王)